# Thyasira subtrigona
Thyasira subtrigona är en musselart som först beskrevs av John Gwyn Jeffreys 1858.  Thyasira subtrigona ingår i släktet Thyasira och familjen Thyasiridae. Inga underarter finns listade i Catalogue of Life.